# Collotheca paradoxa
Collotheca paradoxa är en hjuldjursart som först beskrevs av Pennard 1914.  Collotheca paradoxa ingår i släktet Collotheca och familjen Collothecidae. Inga underarter finns listade i Catalogue of Life.